# TUGUMI
『TUGUMI』（つぐみ）は、吉本ばななの代表作である青春小説。英題はGoodbye Tsugumi。
西伊豆土肥海岸を舞台に、性格の悪さを故意に露出する少女つぐみを中心に、少年少女の淡い出会いと別れを描く、現代版「たけくらべ」。
1990年に『つぐみ』のタイトルで市川準監督によって映画化された。

## 概要
雑誌『マリ・クレール』1988年4月号から1989年3月号まで連載された。1989年3月20日、中央公論社より刊行。
病弱な少女つぐみが、夏に帰省してきた従姉妹のまりあと町で遭遇した日の出来事を描く。1989年に第2回山本周五郎賞を受賞した。その後英語などに翻訳されて各国にも紹介されており、高い支持を得ている。
本書は1989年年間ベストセラーの総合1位を記録した。初版の部数は30万部。日本における平成時代初のミリオンセラーを記録した単行本となった。読者カードによれば、読者の92%が女性で、そのうち24歳以下が70%を占めた。累計発行部数は単行本167万部。挿画を担当した銅版画家の山本容子の名前も一躍高まった。1996年1月の大学入試センター試験では現代文の問題としても使われた。吉本ばななは、背景のモデルを伊豆の土肥温泉と言っている。

## あらすじ
お化けのポスト
叔母の嫁ぎ先である山本屋旅館の離れにまりあは、母と二人で住んでいた。
中学二年の春、祖父が亡くなり、心の底から滅入っていたが、いとこのつぐみが祖父が書いた手紙（筆跡・書き出しが生前と同じ）を持ってくる。しかし、手紙はつぐみが書いたものだった。まりあは激怒するが、つぐみが謝ったことにびっくりする。この出来事をきっかけにまりあとつぐみは、本当に仲良くなる。
春と山本家の姉妹
まりあが東京に移り住むことが決まり町で暮らす最後の頃、ポチの散歩をしに毎朝浜へ行っていた。散歩へポチとつぐみもついてくる。つぐみの姉の陽子ちゃんとケーキ屋のアルバイトをしていたまりあは、最後のバイト料をもらいに行き陽子ちゃんと一緒に帰ってくる。まりあは、悲しいくらい懐かしくなるとき、浜で犬と遊ぶつぐみと自転車を引いて夜道を歩く陽子ちゃんの場面を思い出す。
人生
まりあと母と父とで三人で暮らし始めた。街中で父を見かけ、父の長い生活を垣間見る。海を恋しく感じていたまりあは、銀座の街で母と潮の匂いを感じる。つぐみからの電話で旅館がたたまれることを知り、山本屋最後の夏に向かうことになった。
よそ者
町に帰ってきたまりあだが、ほんの少しよそ者の気分になる。つぐみとポチの散歩に出かけた際に、犬をきっかけに最後の夏を共にする武内恭一と出会う。
夜のせい
まりあは、小学校の高学年の頃にまりあ、つぐみ、陽子ちゃんが夢中になっていたＴＶ番組が終わり、三人で散歩をした夜のことを思い出す。夜につぐみに起こされ、物干し台に出ていると恭一と再会する。恭一に対して、いつもと同じしゃべり方をするつぐみを指摘するが、「きっと、夜のせいだろう」とつぐみは言う。
告白
朝から降る雨の日、つぐみは寝込んでいる。本屋に行ったまりあは恭一と会い、つぐみの見舞いに誘う。つぐみと恭一が互いに持つ興味の集中を感じとる。見舞いに来た恭一は、つぐみに「何かひとつ話をしてくれ」と言われ、子供の頃の「タオルの話」をする。そして、つぐみは恭一に告白する。
父と泳ぐ
浜を歩く、つぐみと恭一は人目をひいていた。
父がバスで町にやってきた。父が海で泳ぐ姿を遠い夢の一部のように感じ、翌日東京へ帰る父を想像し、帰るところがあることを実感する。父がつぐみに運命の女神に語りかけるように、恋に関して語る。翌日、父の見送りに行った帰り、別れをひとつも忘れたくないと、まりあは思う。
祭り
祭りをひかえたある日、まりあはつぐみと同様に熱を出して寝込んでいた。祭りの夜までに二人の身体の調子は戻り、つぐみとまりあと恭一と陽子ちゃんの四人で出かけることになる。窮屈な行列の中、つぐみと恭一の間を通って行った男を恭一は下駄で殴った。その男は、ホテルの御曹司であり、地元一の美人であるつぐみと付き合っている、恭一を恨み暴行した内の一人だった。その後、恭一の泊まっている宿に行き、四人は花火をほとんど無言のままで、見ていた。
怒り
つぐみは、中学の頃に最高に仲が悪い女の子に皮肉なことを言われ、椅子でガラスを叩き割った。止めに入ったまりあは、怒りで熱を発散しているつぐみに驚き、「生命を持ち、彼女の体内をめぐっていた」ことについて、いつまでも考えていた。
権五郎がさらわれた。恭一、陽子ちゃん、まりあ、つぐみの四人で探し、つぐみが見つけ出した。翌日、恭一は権五郎をさらった男のうちの一人を見つけ、むちゃくちゃに殴った。しかし、権五郎は再び攫われてしまい四人で探すが見つけられなかった。
穴
恭一が船で帰る際、まりあとつぐみと陽子ちゃんは、港へ見送りに来ていた。つぐみは別れ際、恭一の首に抱きついた後、船の方へ押し出し船がゆくのを見ていた。
つぐみは、権五郎とうりふたつの犬を借りてきて、まりあに権五郎を殺した奴の一人に見せて驚かせてきたと言う。しかし、その後陽子ちゃんにつぐみが庭に穴を掘り、男を閉じ込めていたことを知らされる。まりあは、体力の限界をとっくに超え自分の命を投げ出し、ひとりきりの思考で生きてきたつぐみに気付く。
面影
つぐみはすぐに入院してしまう。つぐみが入院した翌日、恭一が帰ってきた。まりあは、東京へ戻る前日、つぐみのお見舞いに行く。そこでつぐみの死を感じてしまう。そして、東京へ戻り、まりあの夏が終わりを向える。
つぐみからの手紙
東京に帰って暫く、まりあはぼんやりとしていた。父が足の骨を折った日につぐみの容態の悪化の報せがあった。まりあと母は翌日に看病に行くことにしたが、翌朝につぐみが持ち直したと連絡がきた。数日後、つぐみから電話がかかってきた。つぐみは、自分は死ぬはずだったこと、まりあへ手紙を書いたことを伝える。以下、まりあへ宛てたつぐみの手紙が記載される。

## 登場人物
白河まりあ（私）
つぐみの1歳年上の従姉で物語の語り手。大学生。物語は全てまりあの一人称視点で描かれ、冒頭以外が全て過去の時系列として語られる。
幼い頃から頻繁につぐみの悪戯の被害を受けているが仲はよく、つぐみのことをよく理解している。母とともにつぐみ宅である山本旅館に身を寄せていたが、父と先妻との離婚が成立したため、東京で親子3人で暮らすことになる。
山本つぐみ
まりあの母の妹の娘。物語は主につぐみが高校3年生の時期を中心に描かれる。物語の中心人物だが、物語自体はまりあの視点で描かれるため、登場しない章もある。
生まれつき病弱で入院や自宅療養を繰り返してきた少女だが、甘やかされて育ったため、粗野でわがままで口が悪い。一方で感受性の高さを見せる場面があったり、努力家で成績は上位と言う一面もある。容姿端麗である上に外面がよく、身内と恭一以外には行儀良く振る舞うため、地元一の美人と人には言われる。
山本陽子（陽子ちゃん）
つぐみの2歳上の姉で女子大生。性格はつぐみと違い温和で、涙もろい。ケーキ店でアルバイトしている。
武内恭一
新しく建設される大型リゾートホテルの経営者の息子。飼い犬同士の喧嘩がきっかけでまりあ達と知り合いになる。まりあと同い年だが、まりあが「老成した」と評するほどその言動は冷静で大人びている。
幼少期に大病を患った経緯があり、その頃の経験談につぐみは深く共感し、やがて恋仲となる。
まりあの母
まりあの父の愛人で、父と先妻との離婚が成立するまでの間、妹である政子おばさんの嫁ぎ先である山本屋旅館で働きながらまりあを育ててきた。美しく気丈な女性。
まりあの父
先妻とは気が合わず、まりあの母を一途に愛し、山本旅館に通い続ける。まりあが19歳の時についに離婚を成立させる。
長らく後妻や娘と同居せずに生活していたため、同居してからは熱心な家族サービスを行っていることがまりあによって語られている。
政子おばさん
まりあの母の妹で、陽子ちゃんとつぐみの母親。病弱で乱暴なつぐみに振り回されつつも必死に育ててきた。
正おじさん
政子おばさんの夫で、陽子ちゃんとつぐみの父親。つぐみにあまり近寄らない。ペンションを経営することが夢だったため、山本旅館をたたむことにする。
ポチ
秋田犬。山本旅館のすぐ裏の田中さんの家で飼われている。子犬の頃、つぐみにいじめられて思い切り手を噛んだことがあったためお互いに嫌いあっていたが、後に和解する。
権五郎
ポメラニアン。恭一が飼っている犬。恭一が泊まっている中浜屋の裏庭につながれている。

## 映画
『つぐみ』というタイトルで1990年に映画化された。牧瀬里穂主演・市川準監督。松竹富士製作、松竹配給。
生まれつき体が弱くわがままに育てられたつぐみと周囲の人々のひと夏の出来事を描く。静岡県賀茂郡松崎町で主に撮影が行われており、市川監督にとっては初めて東京以外を舞台とした作品である。原作者の吉本ばななは、市川が村上里佳子を撮ったドキュメンタリー『Kiss off』がものすごく好きで、『つぐみ』を映画化したいという申し出にためらいなく飛び込んだのは、それを何回も観ていたからだったと述べている。
撮影当時10代だった牧瀬里穂、中嶋朋子、白島靖代が競演し、牧瀬の恋の相手を当時20代の真田広之が演じている。本作が主演映画2作目となった牧瀬里穂は、本作品で第45回毎日映画コンクールスポニチグランプリ新人賞など各映画賞を総なめにした。ロケ見学をした吉本が牧瀬について「ああしていると自分が創った人間としか思えないや。そのものですよね。よくあんな人、いましたよね。奇跡ですねえ」と言ったという。吉本は市川の死後にも、「今もとてもきれいな人だが、あの頃の牧瀬里穂ちゃんには、やりきれないなにかが爆発しそうな、もやもやした美しさがあった。それを監督はさっととらえて、永遠に消えない形で閉じ込めたと思う」と述べている。

### 映画あらすじ
西伊豆の旅館の娘つぐみは、生まれつき体が弱くわがまま放題に育てられた18歳の少女である。容姿端麗だが風変わりで、親しい者には毒舌で暴君のように振る舞い、いつも周囲を振り回していた。
つぐみの従姉妹であるまりあは幼少期から、つぐみの両親が営む旅館に母子で住み込んで暮らしていたが、離れて暮らす父親が前妻との離婚を正式に成立させたため、大学進学と同時に東京で家族3人で暮らすことになる。しかし夏休みにつぐみから誘われたため再び西伊豆に渡り、つぐみとひと夏を過ごすまりあ。
その夏、つぐみは不良グループに絡まれたところを助けてくれた美術館勤務の青年・恭一と恋仲になる。しかし、つぐみが過去に不良のリーダーと付き合っていたために、恭一は不良たちにバイクに細工され事故で大怪我をする。更に、つぐみの愛犬ピンチをさらって殺す不良たち。
復讐心に燃え、不良たちを一網打尽にするために、病弱な少女には不可能なほど深い落とし穴を掘るつぐみ。だが、体調が悪化したつぐみは緊急入院した。
東京に戻ったまりあに、「皆に迷惑をかけた」と本心からの遺書めいた手紙を送るつぐみ。バイト先で急な電話を受けたまりあは緊張して受話器を取った。しかし、受話器から聞こえてきたのは持ち直したつぐみの「よう、ブス！」という声だった。

### キャスト
- つぐみ - 牧瀬里穂
- まりあ（つぐみの従姉妹） - 中嶋朋子
- 陽子（つぐみの姉） - 白島靖代
- 恭一 - 真田広之
- つぐみの父・正 - 安田伸
- つぐみの母・政子 - 渡辺美佐子
- まりあの父 - あがた森魚
- まりあの母 - 高橋節子
- 恭一の兄・高橋 - 財津和夫
- ケーキ屋店長 - 高橋源一郎
- 医師 - 下條正巳
- 不良グループのリーダー・藤内 - 吹越満

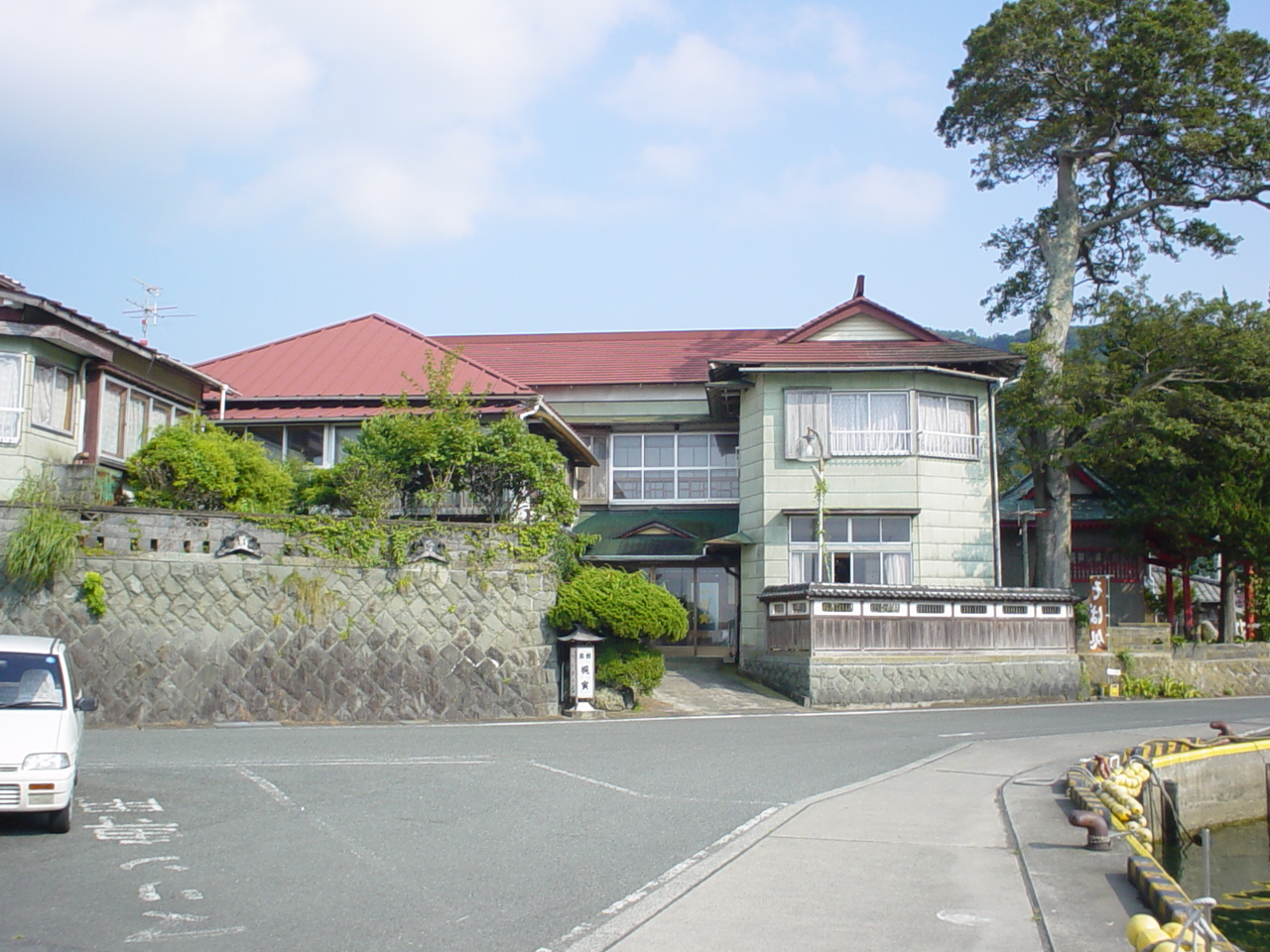
撮影が行われた旅館梶寅（2004年8月撮影）

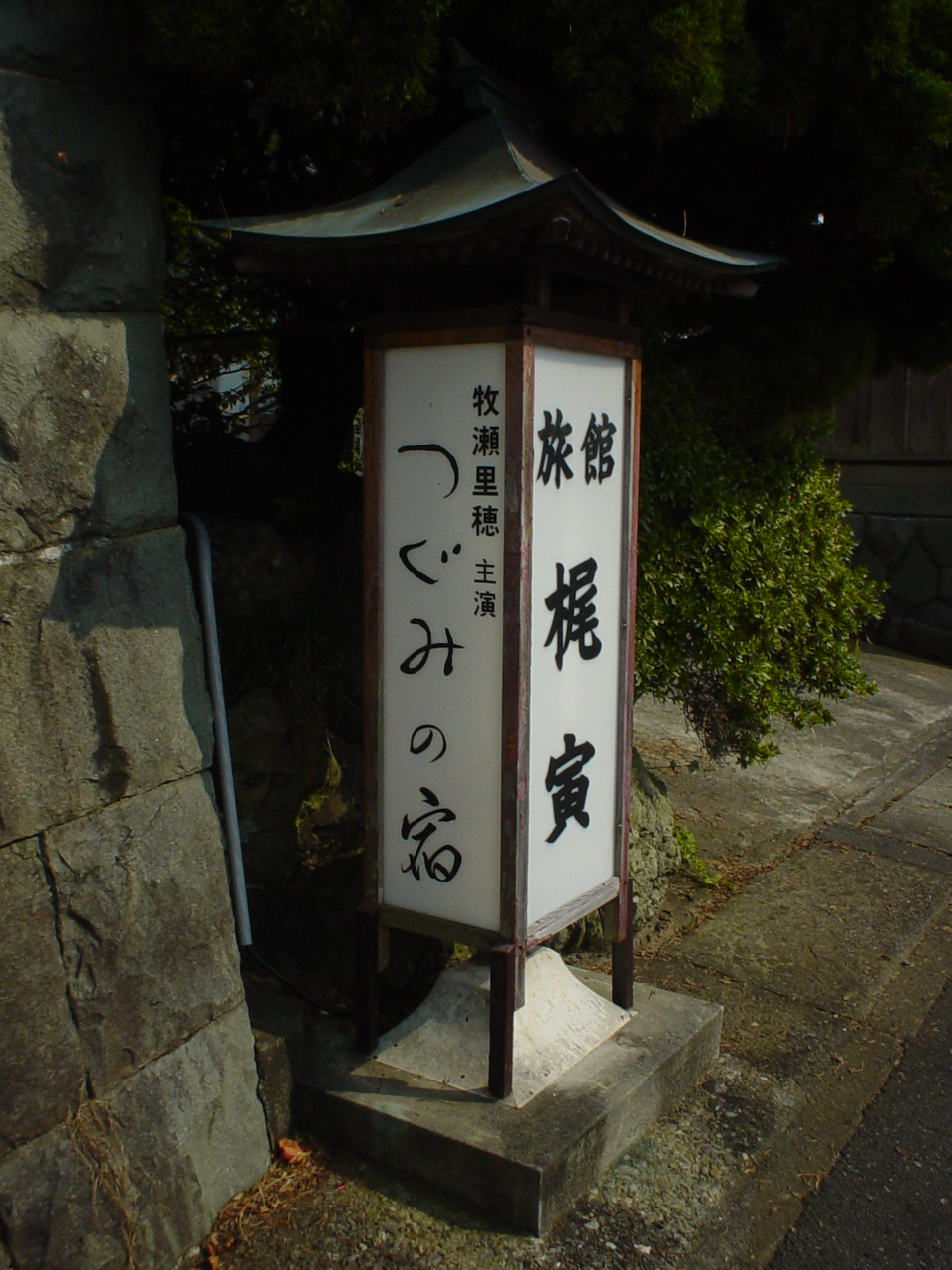
映画の公開を記念して作られた行灯

  - その他 - 歌澤寅右衛門、なんきん、砂川真吾、野々村仁、辻本良紀ほか[10]

### スタッフ
- 監督・脚本 - 市川準
- 製作 - 奥山和由、後藤亘、鍋島壽夫
- 原作 - 吉本ばなな『TUGUMI』
- 音楽 - 板倉文
- 主題歌 - 小川美潮「おかしな午後」
- 音楽プロデューサー - 小針俊郎、佐々木麻美子
- 撮影 - 川上皓市
- 美術 - 正田俊一郎
- 照明 - 磯崎英範
- 編集 - 荒川鎮雄
- スタイリスト - 下田眞知子
- 助監督 - 月野木隆、井上文雄、七字幸久、清水徳久、シーラ・ローエンバーグ
- スチール - 笹田和俊
- 製作デスク - 片岡公生
- ドッグトレーナー - 宮忠臣
- 技斗 - 金田治
- MA - にっかつスタジオセンター
- 現像 - 東京現像所
- プロデューサー - 久保修、吉田多喜男
- 製作 - 松竹富士、全国FM放送協議会、山田洋行ライトヴィジョン[10]

### 製作
企画は奥山和由松竹製作担当重役。松竹は製作部門（企画）を本社に移行し、松竹映像は「男はつらいよ」「釣りバカ日誌」にシリーズに絞り込むなど製作体制を改革中で、外部作品の導入に力を入れざるを得ない過渡期の関係上、製作本数を大幅に減少させたが、それでも奥山を中心にプロデュース作を維持する積極姿勢を見せていた。

#### 撮影
導入部5分とエンディング5ー7分は東京パート。築地市場での冷凍マグロの競りから始まり、銀座三越、シネスイッチ銀座などが映る。シネスイッチ銀座でまりあ（中嶋朋子）と母（高橋節子）が観る映画は『二十四の瞳』。もう一館では当劇場でミニシアター最大のヒットを記録した『ニュー・シネマ・パラダイス』がロングラン中。勝どき橋から隅田川の川面が映り、スーパーインポーズで駿河湾の海面に繋がり、松崎港に移動する。後半は高円寺駅など。残り約1時間半が松崎港の旅館梶寅を中心とする松崎町を舞台としている。
ロケが行われた旅館梶寅はこの映画以前にも数々の映画、ドラマに登場しているが、実名で登場するのはこの映画が初めてである。その後旅館の営業は停止し建物は解体された。
つぐみが不良グループと対決するために落とし穴を掘りに通ったディーゼル工場跡地、実は梶寅のすぐ隣にある。
劇中にある燈籠流しの祭りのシーン、実際の祭りは8月に行われるが、撮影はスケジュールの都合で6月であり、地元の人々がエキストラとして参加し、祭りを再現したものである。

### 原作との相違点
- つぐみの実家の旅館がたたまれるという設定はなく、最後まで旅館は存在している。また近隣に大型リゾートホテルが新しく建設されるという設定もなくなっている。
- まりあの母が、つぐみの母の姉から妹に変更されている。
- 犬の「ポチ」の名前が「ピンチ」に変更されている。原作ではつぐみの実家の旅館の裏の田中さんの家で飼われているという設定だが、映画ではそのような描写はない。
- 恭一の姓は高橋で、つぐみより年上の社会人であり、美術館に勤めている。犬は飼っていない。彼を訪ねてきた兄がつぐみの実家の旅館に宿泊している。

### 作品の評価

#### 興行成績
牧瀬の好演は評価されたが、興行的には伸びなかった。

#### 批評家評
第64回キネマ旬報ベスト・テン日本映画第9位、読者選出第5位。

#### 受賞歴
- 第15回報知映画賞
  - 監督賞
  - 新人賞（牧瀬里穂）
- 第45回毎日映画コンクール
  - 監督賞
  - スポニチグランプリ新人賞（牧瀬里穂）
- 第14回山路ふみ子映画賞新人女優賞（牧瀬里穂）
- 第3回日刊スポーツ映画大賞・石原裕次郎賞 新人賞（牧瀬里穂）
- 第12回ヨコハマ映画祭 最優秀新人賞（牧瀬里穂）
- 第33回ブルーリボン賞
  - 新人賞（牧瀬里穂）
  - 助演女優賞（中嶋朋子）
- 第64回キネマ旬報ベスト・テン新人女優賞（牧瀬里穂）
- 第14回日本アカデミー賞優秀主演女優賞、新人俳優賞（牧瀬里穂）[18]

### 映像ソフト
- 『つぐみ』VHS・LD（1991年5月24日発売、松竹ホームビデオ　SA-9122）
- 『つぐみ』DVD（2008年12月23日発売、SHOCHIKU CO,LTD）

## 同時上映
「バカヤロー!3 へんな奴ら」
- 監督：鹿島勤・長谷川康夫・黒田秀樹・山川直人、主演：平田満